# Metagyrinus
Metagyrinus is een geslacht van kevers uit de familie schrijvertjes (Gyrinidae).
Het geslacht is voor het eerst wetenschappelijk beschreven in 1955 door Brinck.

## Soorten
Het geslacht omvat de volgende soorten:
- Metagyrinus arrowi (Régimbart, 1907)
- Metagyrinus sinensis (Ochs, 1924)
- Metagyrinus vitalisi (Peschet, 1923)